# 惡魔城街機版
《惡魔城街機版》是一款由科樂美開發兼發行的體感光槍射擊遊戲，玩家選擇吸血鬼獵人、淑女槍手或小女巫為主角後以體感動作進行遊戲。